# حصار (زرندیه)
حصار روستایی در دهستان دوزج بخش خرقان شهرستان زرندیه استان مرکزی ایران است.

## جمعیت
بر پایه سرشماری عمومی نفوس و مسکن در سال ۱۳۹۵ جمعیت این روستا ۸۹ نفر (۳۳خانوار) بوده‌است.